# کامپیلوگناتوئیدس
کامپیلوگناتوئیدس (نام علمی: Campylognathoides)، یک پتروسور گوشت‌خوار مربوط به دورهٔ ژوراسیک پیشین می‌باشد. این جانور ۱۸۰ میلیون سال پیش می‌زیسته و طول بالش حدود ۶ متر بوده. سنگوارهٔ کامپیلوگناتوئیدس در آلمان و هندوستان کشف شده‌است و در سال ۱۹۲۸ به وسیله استراند نام‌گذاری شد.